# Bahnhof Stirling
Der Bahnhof Stirling ist ein Bahnhof in der schottischen Stadt Stirling in der gleichnamigen Council Area. 1978 wurde das Bauwerk in die schottischen Denkmallisten zunächst in der Kategorie B aufgenommen. Die Hochstufung in die höchste Denkmalkategorie A erfolgte 1993.

## Geschichte
Um insbesondere die Städte Stirling und Perth besser an den Central Belt anzubinden, wurde ab 1845 die Scottish Central Railway errichtet. Der Bahnhof Stirling an dieser Strecke wurde am 1. März 1848 eröffnet. Am 1. Juli 1852 ging ein nebenliegender Bahnhof an der Bahnstrecke Stirling–Dunfermline in Betrieb. Beide Bahnhöfe verschmolzen zu einem späteren Zeitpunkt. Zwischen 1912 und 1915 erhielt der Bahnhof am selben Standort ein neues Empfangsgebäude. Für den Entwurf zeichnet der schottische Architekt James Miller verantwortlich, der auch den heute denkmalgeschützten Bahnhof Wemyss Bay entwarf. W. A. Paterson unterstützte ihn als Ingenieur der Caledonian Railway bei der Planung.

## Verkehr
Ursprünglich zur Anbindung Stirlings an den Central Belt errichtet, liegt der Bahnhof heute an der Highland Main Line, über welche auch Ziele in den Highlands direkt erreichbar sind. Neben dem aus London kommenden Caledonian Sleeper halten auch Züge auf der Bahnstrecke Edinburgh–Dunblane sowie der regionalen Croy Line in Stirling. Der Bahnhof verfügt über neun Bahnsteige., von denen zwei nicht genutzt werden.